# Tuscarora (Nevada)
Tuscarora é uma área não incorporada no condado de Elko, estado de Nevada, nos Estados Unidos. Possui duas pequenas escolas primárias/1.º ciclo que fazem parte do Elko County School District. Tuscarora faz parte da Elko Micropolitan Statistical Area.

## História
Tuscarora foi fundada no condado de Elko depois de uma expedição do comerciante William Heath que procurava ouro na área. O nome tem origem no nome de um navio de guerra da  Guerra de Secessão. Como os mineiros invadiram a vila, foi construído um forte  para oferecer proteção aos ataques índios das redondezas e um rego de água para fornecer água à vila. Muitos chineses que tinham trabalhado para a  Central Pacific Railroad (CPRR) foram trabalhar na exploração mineira. Um grande boom começou com descoberta de prata nas cercanias.

## Pessoas notáveis aqui nascidas
- Wheezer Dell, jogador de beisebol